# Ulrike Auhagen
Ulrike Auhagen (* 21. November 1967 in Düsseldorf) ist eine deutsche Altphilologin.

## Leben
Auhagen studierte Latein, Griechisch und Deutsch an der Ludwig-Maximilians-Universität München und der Albert-Ludwigs-Universität Freiburg, wo sie das Erste Staatsexamen in diesen Fächern ablegte. Nach der Promotion im Fach Lateinische Philologie bei Eckard Lefèvre mit der Arbeit Der Monolog bei Ovid war sie ab 1993 an der Universität Freiburg (als wissenschaftliche Hilfskraft, ab 1995 als wissenschaftliche Mitarbeiterin) im Sonderforschungsbereich 321 Übergänge und Spannungsfelder zwischen Mündlichkeit und Schriftlichkeit beschäftigt und ab 1998 als Akademische Rätin tätig. Nach der Habilitation an der Universität Bielefeld 2007 (Habilitationsschrift: Die Hetäre in der griechischen und römischen Komödie) und der Umhabilitation nach Freiburg im Breisgau 2009 wurde sie dort 2012 zur außerplanmäßigen Professorin ernannt.

## Schriften (Auswahl)
- Der Monolog bei Ovid (= ScriptOralia. Band 119). Narr, Tübingen 1999, ISBN 3-8233-5429-9 (zugleich Dissertation, Freiburg 1997).
- als Herausgeberin mit Eckart Schäfer und Eckard Lefèvre: Horaz und Celtis (= NeoLatina. Band 1). Narr, Tübingen 2000, ISBN 3-8233-5791-3.
- als Herausgeberin mit Eckart Schäfer: Lotichius und die römischen Elegiker (= NeoLatina. Band 2). Narr, Tübingen 2001, ISBN 3-8233-5792-1.
- als Herausgeberin: Studien zu Plautus’ Epidicus (= ScriptOralia. Band 125). Narr, Tübingen 2001, ISBN 3-8233-5435-3.
- als Herausgeberin mit Stefan Faller und Florian Hurka: Lotichius und die römischen Elegiker (= NeoLatina. Band 9). Narr, Tübingen 2005, ISBN 3-8233-6142-2.
- Die Hetäre in der griechischen und römischen Komödie (= Zetemata. Band 135). Beck, München 2009, ISBN 978-3-406-59320-8 (zugleich Habilitationsschrift, Bielefeld 2007).